# Yoshihiko Koezuka
Yoshihiko Koezuka (肥塚良彦 Koezuka Yoshihiko?), es un compositor y un gran contribuidor de GuitarFreaks & DrumMania. Se unió a Konami alrededor del año 1981, debutando en GuitarFreaks 2ndMIX & drummania. Antes de trabajar en DrumMania, él fue un miembro de Konami Kukeiha Club, un nombre denominado al personal de sonido de Konami en los años 80 y 90. A diferencia de su mentor Mutsuhiko Izumi, su música tiende a derivar más en un Pop rock y/o balada de los años 80. Empezando con Dreams in the night en GuitarFreaks 9thMIX & drummania 8thMIX, él creó varias canciones en las que también hacía de cantante en algunas de ellas. También es uno de los pocos artistas de GFDM en donde junto con Asaki y Akhuta son quienes escriben la mayoría de sus canciones de Bemani, incluso para aquellas canciones en la cual no presta su voz.
Desde GuitarFreaksXG2 & DrumManiaXG2: Groove to Live, Yoshihiko Koezuka ha sido el director de sonido en la serie de GuitarFreaks & DrumMania.

## Música principal
La siguiente lista muestra las canciones que fueron creadas por el mismo autor y también con los artistas que trabajó para su elaboración:

### GuitarFreaks & DrumMania
- Sunny side street
- TWILIGHT MOON
- ON OUR WAY
- Na-na-na
- Now I'm sure
- NEVER AGAIN
- Mister magic
- Yellow Panic Time
- WAKE ME UP!
- DREAM RUSH
- Moonlight Walkin'
- cachaca
- Sweet Illusion
- Dreams in the night
- S.P.I.P.
- Black horizon
- Dedication
- prism
- あこがれ
- ルックス
- 無常の星
- White tornado
- 楽園の天使
- 最速逃避行
- 魔法のタルト
- Green Lime
- Bittersweet
- Purple storm
- 恋
- Charismatic
- 人気者なんです
- Tears of Happiness
- 無言の街
- Next Step
- Terpsichore
- ガラスの小舟
- 風神雲龍伝
- Blue planet
- Pink Bird
- ダイヤモンドロマンス
- 幻想雷神記
- Adrenaline
- Brown blizzard
- Orange Flower Garden
- タイムカプセル
- ハートジャック
- Red haze

### pop'n music
- ふたりのマニフェスト
- 太陽とバトル
- ネガイゴト
- Hearty Party
- 心のコラージュ
- She saw a miracle

### jubeat
- あいのうた
- Queen's Paradise
- コイノチカラ
- うらもからだも落花微塵
- Starlight Parade
- Plum
- フー・フローツ
- Cassis

### REFLEC BEAT
- 天地動伝説

## Discografía
- DREAMS, lanzado en 23 de octubre de 2009.[3]